# Herbartgymnasium Oldenburg
Das Herbartgymnasium Oldenburg (HGO) ist ein allgemeinbildendes Gymnasium im niedersächsischen Oldenburg.

## Geschichte
Die Schule wurde im Jahre 1844 gegründet und hatte im Laufe der Zeit verschiedene Namen: Städtische Höhere Bürgerschule, Staatliche Oberrealschule, Staatliche Oberschule, Hindenburg-Schule (1938–1988) und seit dem 1. August 1988 Herbartgymnasium nach dem Pädagogen und Philosophen Johann Friedrich Herbart, der für eine realistische Bildung als Alternative zur humanistischen eintrat.
Da nach der Abschaffung der Orientierungsstufe die Kapazitäten des Gebäudes nicht mehr ausreichten, wurde eine Außenstelle im Stadtteil Kreyenbrück geschaffen, in der jeweils zwei der insgesamt vier Klassen der Jahrgangsstufen fünf, sechs und sieben unterkommen. Aufgrund der Nachfrage von Integrierten Gesamtschulen in Oldenburg und der damit verbundenen Gründung der IGS Kreyenbrück hat das Herbartgymnasium diesen Standort verloren und zum Schuljahr 2013/2014 eine neue Außenstelle in der ehemaligen Comeniusschule an der Hauptstraße im Stadtteil Eversten bekommen. An diesem Standort werden derzeit die Jahrgänge 8–10 unterrichtet.
Zum Anfang des Schuljahres 2007/08 wurde die neue Mensa fertiggestellt. Der Bau dauerte genau ein Jahr. Zwei neue Kunsträume sind ebenfalls vorhanden. Die Mensa des Herbartgymnasiums bietet eine breite Auswahl von Mittagessen, die preislich den finanziellen Möglichkeiten der Schüler angepasst ist.

## Besonderheiten
- Seit 1987 wird das Fach Japanisch angeboten (das HGO ist in Niedersachsen eine von zwei Schulen mit diesem Angebot).
- Seit 1988 besteht im Herbartgymnasium ein Messlabor für ionisierende Strahlung mit Diffusionsnebelkammer, in dem Schüler selbsttätig experimentieren können. An einer Schule ist eine solche Einrichtung bislang einmalig.
- Seit dem Schuljahr 1993/94 wird an der Schule Wirtschaftslehre – auf Initiative von Harald Seidler, einem Pionier des Faches Ökonomie an Gymnasien – zunächst in einer AG in den 9. und 10. Klassen, dann seit 2003 als Wahl- und Prüfungsfach und im Seminarfach unterrichtet.
- Seit dem Schuljahr 1994/95 gibt es jeweils einen bilingualen Klassenzug, dem jährlich wechselnde Fächer auf Englisch unterrichtet werden. Dazu gehören momentan Musik (Klasse 7), Erdkunde (Klasse 7 und 8), Biologie (ab Klasse 8) und Geschichte (ab Klasse 9).
- Seit 1999 besteht die Möglichkeit, am HGO das international anerkannte DELF-Diplom zu erlangen.
- Seit dem Schuljahr 2009/2010 gibt es am HGO eine Bläserklasse.
- Seit dem Frühjahr 2010 gibt es eine Roboterarena.
- Seit dem Schuljahr 2010/2011 gibt es eine InTech-Klasse (Informatik mit technischen Aspekten). Sie war sehr erfolgreich auf dem InTech-Cup, einem lokalen Schüler-Roboterwettbewerb, der 2011 im Herbartgymnasium stattfand.
- Im Frühjahr 2012 schafften es drei Teams der Robotik-AG der Schule, sich für das Finale der German Open des RoboCups zu qualifizieren. 2014 gab es eine Teilnahme an der RoboCup-Weltmeisterschaft in Brasilien.
- Seit dem Schuljahr 2015/2016 wird von Schülern eine schulinterne MUN-Konferenz organisiert. Diese soll Schüler ab der 7. Klasse besonders auf die OLMUN vorbereiten.[2]
- Seit dem Schuljahr 2020/21 gehört die Schule dem Exzellenz-Netzwerk MINT-EC an, sodass für Schüler der Erwerb des MINT-EC-Zertifikats möglich ist.

## Schulpartnerschaften
Seit 1979 besteht eine Partnerschaft mit dem Lycée Malherbe in Caen, Frankreich. Im Jahre 1987 kam eine Partnerschaft mit dem Collège Clemenceau in Cholet hinzu. Beide Partnerschaften haben insbesondere die damaligen Französischlehrer Heide Baumgartner und Jacques Morin initiiert und geprägt.
Alle zwei Jahre fahren die Japanisch lernenden Schüler der Jahrgänge 12 und 13 nach Japan zur Partnerschule Hibarigaoka-Oberschule in Takarazuka.
Seit 2003 besteht eine Partnerschaft mit dem 1. Fremdsprachlichen Gymnasium in Varna, Bulgarien. Der Austausch findet alle ein bis zwei Jahre statt.
Im Juni 2015 besuchte ein südafrikanischer Chor der Wartburg Kirchdorf School aus der Nähe von Durban die Bigband des Herbartgymnasiums. Seitdem besteht eine Partnerschaft.
Seit 2016 besteht eine Partnerschaft mit der Midlothian Highschool in Virginia, Richmond.

## Ehemalige
- Gustav Rüthning (* 1854; † 1944) ehemaliger Lehrer und Historiker
- Heinz Flessner (* 1911; † 1998) Erfinder und Unternehmer, Pionier der europäischen Kartoffelchipsproduktion
- Hans Walter Berg (* 1916; † 2003) Journalist, Pionier der Asienberichterstattung des Deutschen Fernsehens
- Oskar Negt (* 1934; † 2024), Sozialphilosoph
- Eckhard Schiffer (* 1944), Psychosomatiker
- Olaf Glaeseker (* 1961), ehemaliger deutscher politischer Beamter, Journalist und Lobbyist
- Carsten Schmiester, (* 1962), Journalist
- Andreas Vonderach (* 1964), Historiker und Anthropologe
- Christoph D. Garlichs (* 1964), Mediziner und Hochschullehrer
- Holger Gertz (* 1968), Journalist
- Mareike Wulf (* 1979), Politikerin
- Jannis Maus (* 1996), Kitesurfer